# Le Nain rouge (film)
Pour plus de détails, voir Fiche technique et Distribution.
Le Nain rouge est un belgo-franco-italien réalisé par Yvan Le Moine et sorti en 1998.

## Fiche technique
- Titre : Le Nain rouge
- Réalisation : Yvan Le Moine
- Scénario : Yvan Le Moine, d'après la nouvelle de Michel Tournier[1]
- Photographie : Danny Elsen
- Décors : Philippe Graff
- Costumes : Pierre-Yves Gayraud
- Son : Pierre Mertens
- Musique : Daniel Brandt et Alexis Shelegin
- Montage : Ursula Lesiak et Ludo Troch
- Production : Classic S.R.L. - AA Les Films Belges - Mainstream - Parma Films
- Pays :  Belgique -  France -  Italie
- Durée : 100 minutes
- Date de sortie : France - 23 décembre 1998

## Distribution
- Jean-Yves Tual : Lucien L'Hotte
- Anita Ekberg : Paola Bendoni
- Dyna Gauzy : Isis Colombe
- Michel Peyrelon: le directeur du cirque
- Arno Chevrier : Bob
- Carlo Colombaioni : Cavallo
- Alain Flick : Picot
- André Debaar : le maître d'école

## Sélection
- Festival de Cannes 1998 (sélection de la Quinzaine des réalisateurs)[2]